# Agnes Waterhouse
Agnes Waterhouse, död 29 juli 1566, var en engelsk kvinna som avrättades för häxeri. 
Hon var en gammal änka som ställdes inför rätta i Chelmsford i Essex i England, åtalad för att ha förorsakat William Fynne sjukdom och död med hjälp av trolldom, samt att ha förorsakat sin makes död och gjort boskap sjuka med hjälp av trolldom. Hon dömdes och avrättades i enlighet med 1563 års häxlag, och är ihågkommen i historien som den första kvinna som avrättades för häxeri i England enligt denna lag. I själva verket var hon den andra efter Elizabeth Lowys, men hon var den första vars rättegång beskrevs i en samtida pamflett, och som blev berömd. 